# ویریمه
ویِرِیمَه (به فنلاندی: Vieremä) یک منطقهٔ مسکونی در فنلاند است که در ساوونیای شمالی واقع شده‌است.